# South Canaan

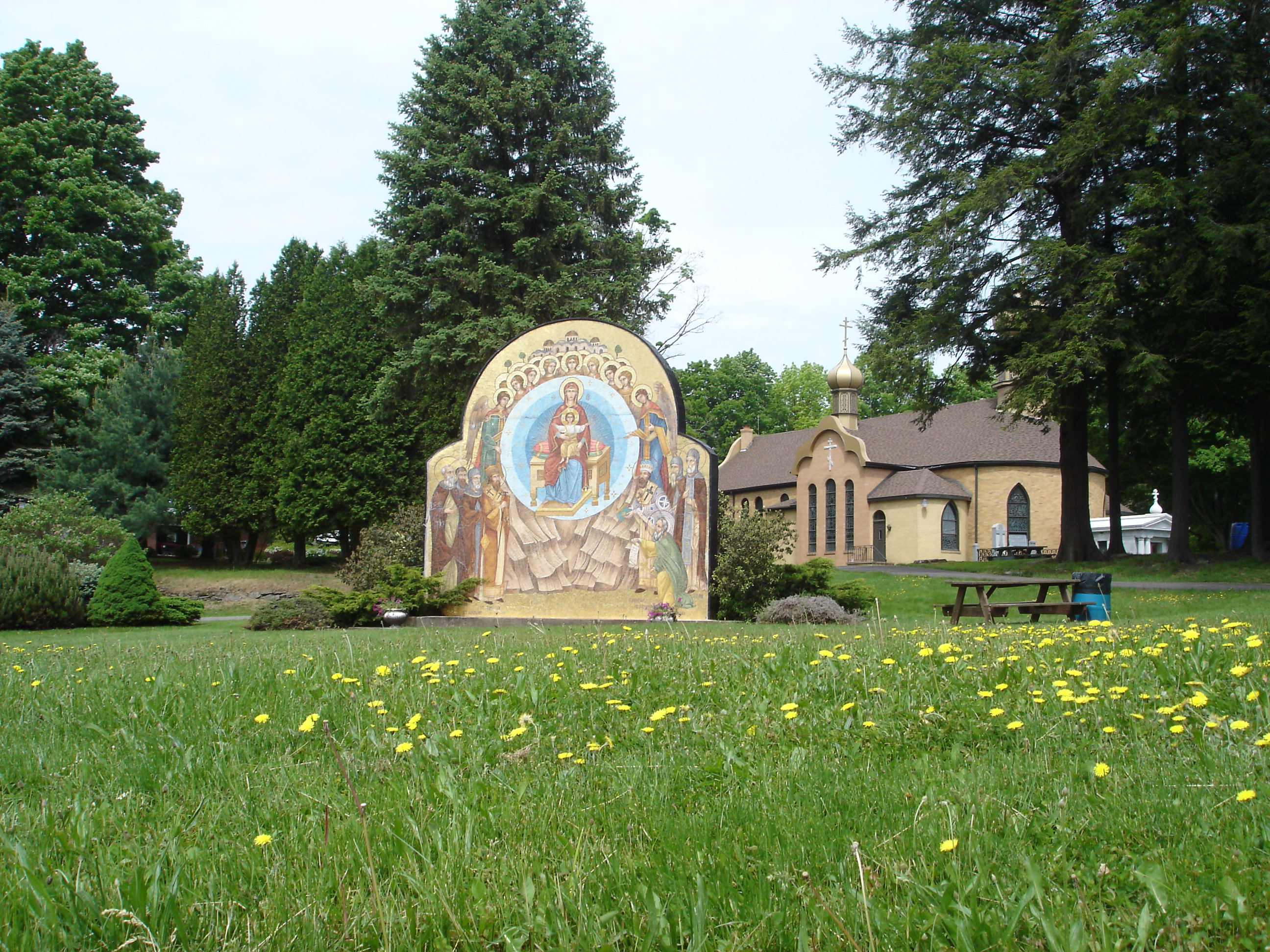
Monastýr svatého Tichona Zadonského (South Canaan, Pensylvánie)

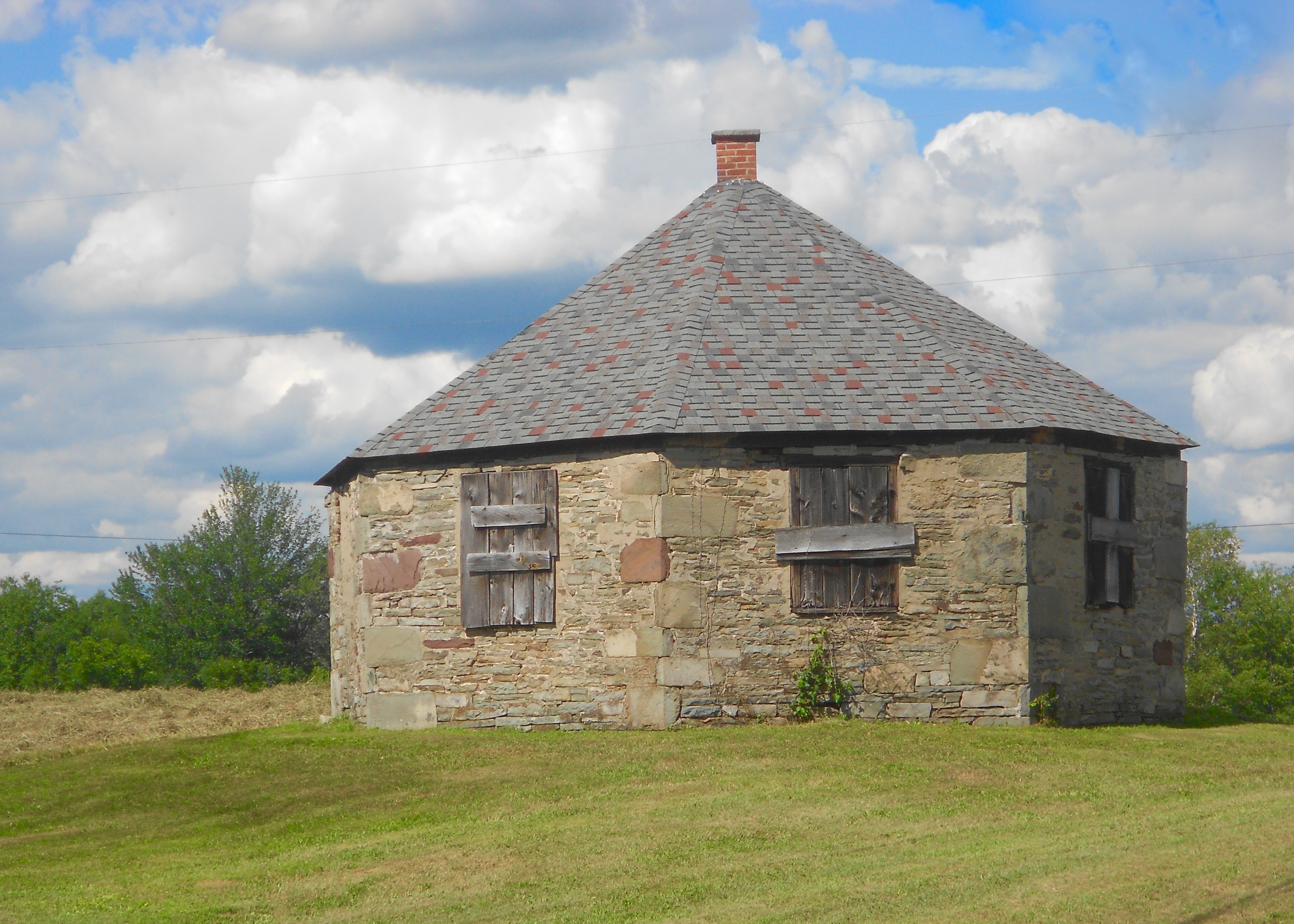
Osmiboká školní budova

South Canaan (Township) je městys druhé třídy, ležící ve Wayne County, v Pensylvánii.
V South Canaan se nachází Pravoslavný teologický seminář Svatého Tichona a nejstarší pravoslavný monastýr (klášter Svatého Tichona Zadonského) v Severní Americe.

## Pamětihodnosti
Místní Octagon Stone Schoolhouse (osmiboká školní budova) byl přidán do národního registru historických míst v roce 1977.

## Populace
Populace South Canaan čítala 1 768 osob v době sčítání lidu ve Spojených státech v roce 2010. Z celkových 645 domácností měly 30,5 % děti do věku 18 let žijící s nimi, 61,4 % manželské páry žijící společně, 9,6 % domácností spadalo na matky-samoživitelky a 24,5 % společně žijící nemanželské páry. 19,4 % domácností tvořila jedna osoba a 9,3 % osoby ve věku 65 let nebo starší. Průměrná domácí velikost byla 2.68 osoby a velikost průměrné rodiny byla 3.06 osoby.

## Osoby spjaté s městem
- Svatý Alexis z Wilkes-Barre je zde pochován (v monastýru sv. Tichona)
- Svatý Nikolaj Velimirović žil v místním monastýru a zemřel zde